# Звездара (община)
Община Звездара (на сръбски: Општина Звездара) е градска община, част от Белградски окръг. Заема площ от 32 км2.

## Население
Населението на общината възлиза на 132 621 души (2002).
Етнически състав
- сърби – 119 570 души
- черногорци – 1715 души
- югославяни – 1609 души
- хървати – 636 души
- македонци – 360 души
- други – 8731 души